# Rostuce, Bahciîsarai
Rostuce (în ucraineană Ростуче) este un sat în așezarea urbană Poștove din raionul Bahciîsarai, Republica Autonomă Crimeea, Ucraina.

## Demografie
Componența lingvistică a localității Rostuce
     Rusă (58,13%)
     Tătară crimeeană (39,12%)
     Ucraineană (2,2%)
Conform recensământului din 2001, majoritatea populației localității Rostuce era vorbitoare de rusă (58,13%), existând în minoritate și vorbitori de tătară crimeeană (39,12%) și ucraineană (2,2%).